# Constant Djakpa
Constant Djakpa (ur. 17 października 1986 roku w Abidżanie) – piłkarz pochodzący z Wybrzeża Kości Słoniowej, grający na pozycji lewego obrońcy.